# Jelnia (gromada)
Jelnia – dawna gromada, czyli najmniejsza jednostka podziału terytorialnego Polskiej Rzeczypospolitej Ludowej w latach 1954–1972.
Gromady, z gromadzkimi radami narodowymi (GRN) jako organami władzy najniższego stopnia na wsi, funkcjonowały od reformy reorganizującej administrację wiejską przeprowadzonej jesienią 1954 do momentu ich zniesienia z dniem 1 stycznia 1973, tym samym wypierając organizację gminną w latach 1954–1972.
Gromadę Jelnia z siedzibą GRN w Jelni utworzono – jako jedną z 8759 gromad na obszarze Polski – w powiecie opoczyńskim w woj. kieleckim, na mocy uchwały nr 13g/54 WRN w Kielcach z dnia 29 września 1954. W skład jednostki weszły obszary dotychczasowych gromad Jelnia (bez parcelacji Kuźnice Drzewickie i wsi Augustów), kolonia Jelnia Bankowa, Brzustowiec kolonia, Krzczonów wieś i Krzczonów kolonia oraz wieś Brzustowiec z dotychczasowej gromady Brzustowiec wieś ze zniesionej gminy Krzczonów w tymże powiecie. Dla gromady ustalono 18 członków gromadzkiej rady narodowej.
31 grudnia 1961 gromadę zniesiono, a jej obszar włączono do gromad  Kraszków (wieś i kolonię Krzczonów) i Drzewica (wsie Jelnia i Brzustowiec, kolonie Jelnia Bankowa i Brzustowiec oraz tereny byłego folwarku Gustawówka).